# Showergate

Showergate est une série de bande dessinée.
- Scénario, dessins et couleurs : Bruno Bellamy

## Analyse
Les esquisses au crayon sont d'une qualité qu'on retrouve rarement dans les travaux finalisés.

## Albums
- Tome 1 : La Reine sombre (2007)
- Tome 2 : La Petite Marchande de lunettes (annulé)

## Publication

### Éditeurs
- Delcourt (Collection Neopolis) : Tomes 1 (première édition du tome 1).

### Lien externe

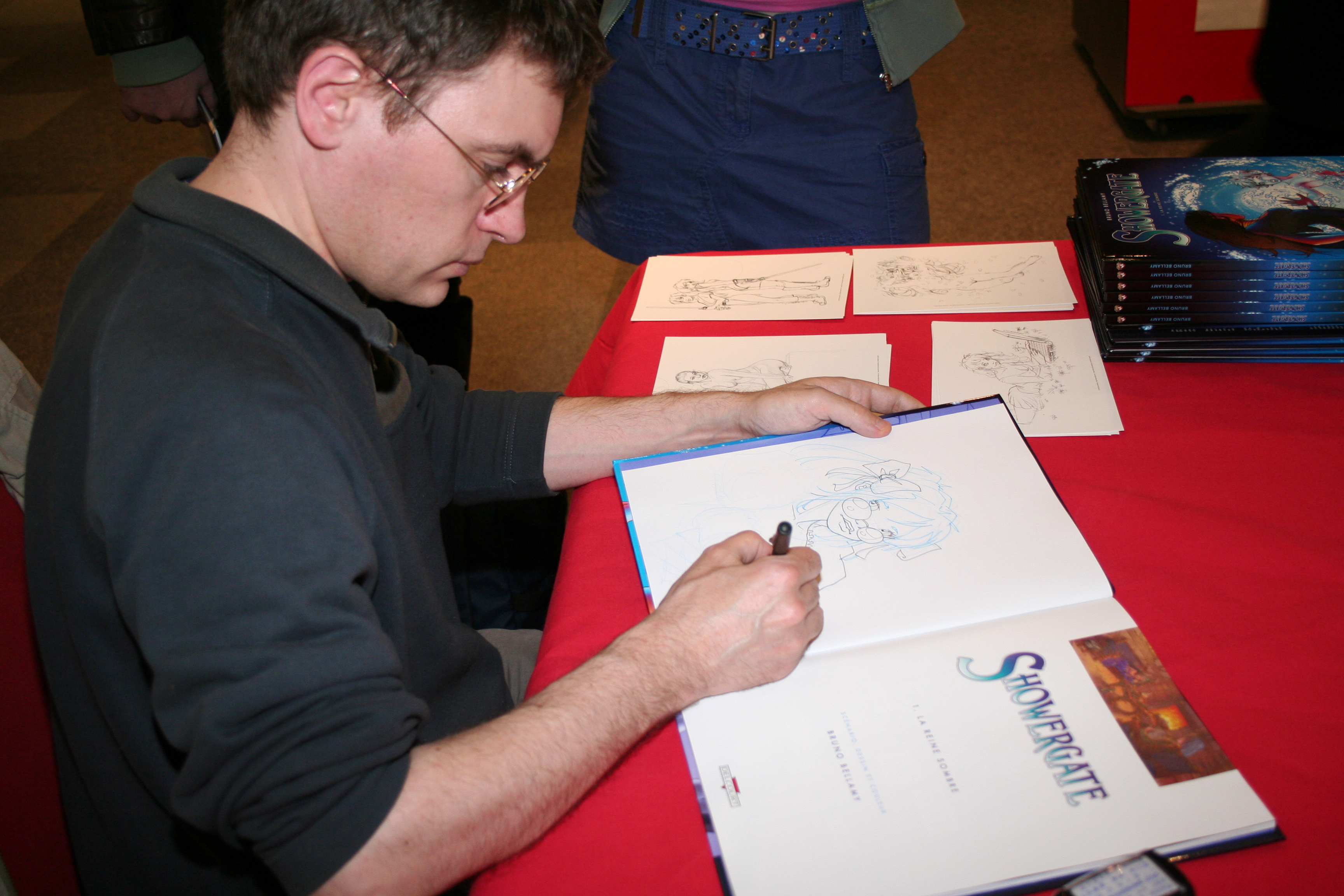
Bruno Bellamy lors d'une dédicace de Showergate.